# Аріс Мессініс
Аріс Мессініс (грец. Άρης Μεσσήνης; нар. 1977, м. Салоніки, Греція) — грецький фотожурналіст.

## Життєпис
Аріс Мессініс народився у 1977 році у місті Салоніки в Греції. Самоучка, він почав співпрацювати з Associated Press у 1997 році як фотограф-фрілансер після закінчення середньої школи та проходження військової служби.
Він є професійним фотографом з 2003 року і приєднався до Agence France-Presse у 2006 році, де очолює фотовідділ в Афінах.
Він висвітлював  першу громадянську війну в Лівії і, зокрема, битву за Сирт у 2011 році. Ця робота була нагороджена Премією військових кореспондентів Байо-Кальвадосу у 2012 році.
У 2015 році він задокументував прибуття біженців на острів Лесбос. Ця робота була нагороджена «Visa d'or News» на фестивалі «Visa pour l'Image».
У лютому 2022 року він був частиною команди AFP, яка висвітлювала повномасштабне російське вторгнення в Україну.
Роботи публікували The International Herald Tribune, The New York Times, Time, Newsweek, Paris Match Magazine, The Guardian та інші.

## Нагороди
- кінцевий термін вручення нагород Американського клубу (2002)[2],
- нагорода «Редактор та видавець фотографій року» (2002)[2],
- перша премія EPPA Fuji Hellas (2005)[2],
- третє місце в конкурсі NPPA Best of Photojournalism (2005)[2],
- міжнародний приз Великого спортивного репортажу франкомовних країн за першу фотографію (2005)[2],
- нагорода AMAN (2011, Альянс середземноморських інформаційних агентств)[2],
- FotoWeek DC, за висвітлення подій у Греції (2011)[2],
- гранпрі фотожурналістики Days Japan, спеціальний приз журі «за серію знімків, зроблених під час боїв у Сірті, останньої битви перед падінням Муаммара Каддафі» (2012)[5],
- премія військових кореспондентів Байо-Кальвадосу за висвітлення лівійського конфлікту, зокрема битви за Сірт (2012)[3],
- почесна нагорода Visa d'or News на фестивалі Visa pour l'Image «за роботу на берегах Лесбосу, що постраждали від хвиль біженців» (2016)[4][7].